# Georg Plock

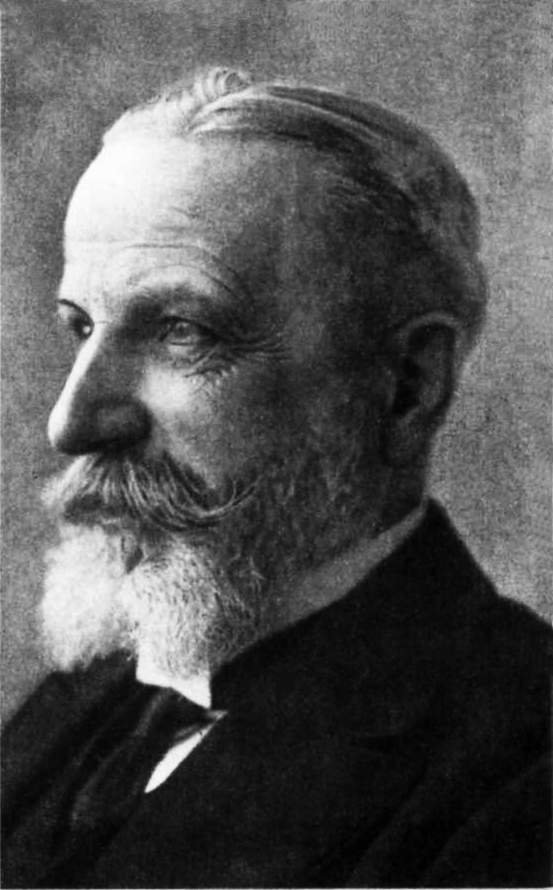
Georg Plock

Georg Plock (* 1865 in Celle; † 10. November 1930 in Berlin) war ein deutscher Pfarrer und Redakteur.

## Leben
Plock studierte evangelische Theologie. Nach seinem Studium war Plock als Pfarrer tätig. Aufgrund einer Affäre mit einem Mann wurde Plock verhaftet und zu einer Gefängnisstrafe verurteilt. Nach seinem Gefängnisaufenthalt war Plock in Berlin für das Wissenschaftlich-humanitäre Komitee (WhK) tätig, dessen Generalsekretär er von 1919 bis 1923 war. Danach war er ab 1923 für die Redaktion der Zeitschrift Die Freundschaft zuständig.